# حداثة أمريكية
الحداثة الأمريكية كحركة الحداثة بشكل عام، هي اتجاه للفكر الفلسفي الناشئ عن التغيرات واسعة النطاق في الثقافة والمجتمع في عصر الحداثة. الحداثة الأمريكية هي حركة فنية وثقافية في الولايات المتحدة بدأت في مطلع القرن العشرين، مع فترة أساسية بين الحرب العالمية الأولى والحرب العالمية الثانية. ومثل نظريتها الأوروبية، كانت الحداثة الأمريكية نابعة من رفض الفكر التنويري، وسعت إلى تمثيل الواقع على نحو أفضل في عالم جديد أكثر صناعية. 

## لمحة تاريخية
يتميز الفن الحداثي بأنه يميل إلى التجريد، وهو مبتكر وجمالي ومستقبلي وذاتي المرجعية. يشمل كلًا من الفن البصري والأدب والأفلام والتصميم والعمارة فضلًا عن أسلوب الحياة. جاء كردة فعل على التاريخانية والأعراف الفنية وإضفاء الطابع المؤسساتي على الفن. لم يجري التعامل مع الفن في الأكاديميات أو المسارح أو قاعات الحفلات الموسيقية فحسب، بل كان يُضمن في الحياة اليومية وكان متاحًا للجميع. علاوة على ذلك، ركزت المؤسسات الثقافية على الفنون الجميلة والباحثين وأولت القليل من الاهتمام لأساليب الحداثة الثورية. أدى التقدم الاقتصادي والتكنولوجي في الولايات المتحدة خلال العشرينيات الهادرة واسعة النطاق، والتي أثرت على بعض الفنانين الحداثيين، في حين شكك آخرون في احتضان التكنولوجيا. أكد الانتصار في الحرب العالمية الأولى على مكانة الولايات المتحدة كلاعب دولي وأعطى الشعب الثقة بالنفس والشعور بالأمان. في هذا السياق، ميزت الحداثة الأمريكية بداية الفن الأمريكي ليكون شكلًا متميزًا ومستقلًا عن الذوق الأوروبي، من خلال كسر الأعراف الفنية التي تشكلت بعد التقاليد الأوربية حتى ذلك الحين.
استفادت الحداثة الأمريكية من تنوع ثقافات المهاجرين. استوحى الفنانون من الثقافات الشعبية الأفريقية والكاريبية والآسيوية والأوروبية وجسدوا هذا الأساليب الأجنبية في أعمالهم.
كانت الحركة الحداثية الأمريكية انعكاسًا للحياة الأمريكية في القرن العشرين. كان من السهل في العالم الصناعي الحديث ووتيرة الحياة المتسارعة، أن يُبتلع الفرد من قبل الأشياء الضخمة ويُترك تائهًا خاليًا من الهدف. تواجه الحدود الاجتماعية تحديًا من ناحية العرق والطبقة الاجتماعية والجنس والثروة والدين. مع تحدي البنية الاجتماعية بوجهات نظر جديدة، انحلت حدود المعايير التقليدية والبنية الاجتماعية، وكان كل ما بقي هو فقدان الهوية، الذي تُرجم في نهاية الأمر، إلى عزلة واغتراب وشعور عام بالانفصال عن أي نوع من «الكمال». كانت وحدة البلد الذي احتشدته الحرب تُحتضر، ومعها وهم المجاملات التي تبيعها لجنودها وشعبها. تُرك العالم عنيفًا ومبتذلًا وفارغًا من الروح. انزلق عامل الطبقة الوسطى إلى مركز غير ملحوظ، وأصبح شخصًا ثانويًا أصغر من أن يأمل في العثور على امتياز ضمن مجموعة من الناس أكبر منه بكثير. جرى التغلب على المواطنين بعبثيتهم الخاصة. تحطمت أحلام الشباب بسبب الفشل وخيبة الأمل في الاعتراف بالحدود والخسارة، وأصبحت حياة المنبوذين والمحبطين مركزية أكثر، وأصبحت القدرة على تحديد الذات من خلال العمل الجاد والحيلة، لإنشاء رؤيتك الخاصة عن نفسك دون مساعدة من الوسائل التقليدية، قيمة. أيد بعض المؤلفين هذا، في حين أن بعضهم الآخر، مثل إف. سكوت فيتزجيرارلد، تحدوا مدى كون قيم الامتياز مغرية وزائفة بشكل مدمر في الوقت نفسه.
كان على أمريكا الحداثية أن تجد أرضية مشتركة في عالم لم يعد موحدًا في الإيمان. تكمن الوحدة التي وجدت في الأرضية المشتركة للوعي المشترك في كل التجارب الإنسانية. شُدد على أهمية الفرد، إذ شكلت الطبيعة المحدودة حقًا للتجربة الإنسانية، رابطة عبر جميع جسور العرق أو الطبقة أو الجنس أو الثروة أو الدين. وجد المجتمع من خلال هذه الطريقة، معنى مشترك حتى خلال حالات الفوضى.
يرى البعض الحداثة في تقليد الحركة الجمالية للقرن التاسع عشر وحركة «الفن من أجل الفن». يجادل كليمنت غرينبرغ بأن الفن الحديث يستثني «أي شيء خارجه». يرى آخرون الفن الحديث، مثل موسيقى البلوز والجاز، وسيلة للتعبير عن المشاعر والمزاج، وقد تناولت العديد من الأعمال قضايا معاصرة مثل النسوية وحياة المدينة. أضاف بعض الفنانون والمنظرون بعدًا سياسيًا للحداثة الأمريكية.
مكنت العمارة والتصميم الأمريكي الحداثي الناس من قيادة حياة حديثة. تغير العمل والحياة الأسرية بشكل جذري وسريع بسبب التحسن الاقتصادي خلال العشرينيات من القرن العشرين. شاع استخدام السيارة في الولايات المتحدة، وتوافرت للكثيرين بأسعار معقولة، اكتسبت أوقات الفراغ والترفيه أهمية، وافتُتح سوق العمل أمام النساء. استهدف المصممون والمعماريون تبسيط الأعمال المنزلية، من أجل جعل الحياة أكثر كفاءة.
تسبب الكساد الكبير في نهاية العشرينيات وخلال الثلاثينيات في إحباط الشعب تجاه الاستقرار الاقتصادي للبلاد وتآكل التفكير الطوباوي. تسببت فظائع الحرب العالمية الثانية في المزيد من التغيرات في العقلية. سميت الفترة التي تلت الحرب الحداثة المتأخرة. اعتبر ما بعد الحداثة بشكل عام، سمة من سمات فن القرن العشرين الذي بدأ في ثمانينيات القرن الثامن عشر.

## الفن البصري

### لوحات الحداثة الأمريكية
لا يوجد تاريخ واحد لبداية العصر الحديث في أمريكا، إذ نشط العشرات من الرسامين في بداية القرن العشرين. كان ذلك هو الوقت الذي ظهرت فيه أول صور تكعيبية للمناظر الطبيعية (ما قبل التاريخ) والطبيعة الصامتة والبورتريهات، واستخدم الفنانون ألوانًا زاهية وعُرضت أول لوحات غير موضوعية في المعارض.
شاعت الحركة الحداثية خلال السنوات التأسيسية في مدينة نيويورك بحلول عام 1913 في معرض استديو مانهاتن العام لفيلهيلمينا ويبر فورلونغ (1878- 1962) ومن خلال عمل استديو ويتني في عام 1918. بحسب دافيدسون، يمكن لبداية اللوحة الحداثية الأمريكية أن تعود إلى العقد الأول من القرن العشرين. استمر الجزء المبكر من هذه الفترة نحو 25 سنة وانتهت نحو عم 1935، وعندها كان يُشار للفن الحديث كما يُسميه غرينبيرغ، الفن الطليعي.
عرض آرموري شو في عام 1913 الأعمال المعاصرة للفنانين الأوروبيين وكذلك الأمريكيين. أدهشت لوحات الانطباعية والحوشية والتكعيبية العديد من المشاهدين الأمريكين الذين اعتادوا على الفن التقليدي. مع ذلك، تأثر كثير من الفنانين الأمريكيين بالأفكار الراديكالية والحديثة التي شاهدوها واستوحوا منها.
تميز القرن العشرين باكتشاف تقنيات مختلفة للتعبير الفني. سافر العديد من الفنانين الأمريكيين مثل ويليام ويبر ومان راي وباتريك هنري بروس وغيرالد ميرفي وغيرهم، إلى أوروبا، ولا سيما باريس، لصنع الفن. أدى تشكيل التجمعات الفنية المختلفة إلى تعدد المعنى في الفنون البصرية. تجمعت مدرسة أشكان حول الواقعية (روبرت هنري أو جورج لوكس)، ومجدت دائرة ستيغليتز الرؤى المجردة لمدينة نيويورك (ماكس ويبر، ابراهام ووكوويتز)، وتطور رسامو اللون باتجاه «التزامنية» الملونة والمجردة (ستانتون ماكدونالد- رايت ومورغان راسل)، في حين صورت التدقيقية المشهد الصناعي لأمريكا باستخدام نمط هندسي حاد وديناميكي (جوزيف ستيلا وتشارلز روزن وتشارلز ديموث). في النهاية، بشر فنانون مثل تشارلز بروتشفيلد ومارسدن هارتلي وستورات دافيس وآرثر دوف وجورجيا أوكيفي التي كان يُعتقد أنها أم الحداثة الأمريكية، وجون مارين وآرثر بيتشر كارليس وهنريتا شور وويليام زورانش ومارغريت تومبسون (زوراتش) ومانيير داوسون وآرنولد فريدمان واوسكار بلومنر، بعصر الحداثة في مدرسة نيويورك.